# Boaz Pash
Boaz Pash (n. Jerusalém, Israel, a 21 de av de 5726 / 7 de agosto de 1966) é um rabino ortodoxo israelita que foi rabino da Comunidade Israelita de Lisboa, Portugal, entre janeiro de 2004 e setembro de 2005, na Sinagoga Shaaré Tikva. É rabino de Cracóvia, Polónia,
 desde agosto de 2006.

## Biografia
Nascido e criado na Cidade Velha de Jerusalém no seio de uma família judia, Pash graduou-se na Academia Rabínica Joseph Straus, tendo recebido ordenação rabínica ortodoxa na Yeshiva Heichal HaTorah, de Jerusalém - uma academica de Altos Estudos na Torá e no Talmud. Foi co-fundador e professor da yeshiva de Maaleh Amos. Em 1992, foi para Kiev, na Ucrânia, onde fundou uma yeshiva. De 1994 a 1998, trabalhou como professor em São Paulo, no Brasil, e, depois, no Centro da Shavei Israel, em Aizawl, no Estado de Mizoram, no norte da Índia. Foi rabino da Comunidade Israelita de Lisboa, Portugal, entre os fins de janeiro de 2004 e os fins de setembro de 2005, na Sinagoga Shaaré Tikva. Desde agosto de 2006, é rabino de Cracóvia, Polónia. 
É fluente em várias línguas, para além do hebraico natal: português, polaco, russo e inglês.
Pash é casado com Sarah, professora de matemática, crescida em Bnei Brak, com quem tem cinco filhos e uma filha.. Vive entre Cracóvia, na Polónia, e Jerusalém, Israel, que é a sua cidade natal, residindo no bairro de 'Har Homá' (oficialmente 'Homat Shmuel; hebraico: הר חומה), na parte Este de Jerusalém.

## Casherização de vinho
Pash casherizou vinho da região da Estremadura, que obteve o certificado de "Kasher" do Grão Rabinato de Israel e da "Triangle K" dos EUA. O vinho adoptou o nome de "Ben Rosh" (nome judaico do capitão Artur Carlos de Barros Basto, fundador da Comunidade Israelita do Porto), tendo sido produzido, em Alenquer, no ano de 2004, pela Sociedade Agrícola Félix Rocha: Sua casta de origem é a Castelão (Periquita).